# Frank Marshall
Frank Wilton Marshall (Glendale, 13 de setembro de 1946) é um diretor e produtor de cinema norte-americano que frequentemente trabalha com sua esposa, Kathleen Kennedy. Junto com Kennedy e Steven Spielberg, ele fundou em 1981 a Amblin Entertainment. Dez anos depois, ele fundou junto com Kennedy a The Kennedy/Marshall Company, um produtora com contrato com a DreamWorks SKG. Desde maio de 2012, com sua esposa virando a co-presidente da Lucasfilm, Marshall tornou-se o único presidente da Kennedy/Marshall. Ele frequentemente trabalha com Spielberg, Peter Bogdanovich e M. Night Shyamalan.
Em 2018, recebeu o Prêmio Memorial Irving G. Thalberg pelo conjunto da obra, e em 2022 venceu o Prêmio Tony de Melhor Musical.